# Oksana Tcherkachyna
Oksana Tcherkachyna, née le 7 mai 1988 est une actrice ukrainienne.

## Filmographie
- Les Débuts, mini-série de 2023[1].
- Klondike film sorti en 2022.
- 2021 La Mégère apprivoisée de Katajyna Chinhiera
- Bad Roads, 2020.

## Théâtre
Théâtre académique de théâtre et de comédie de Kiev :
- 2019 Mauvaises routes, sur la pièce de Natalia Vorojbyt, mise en scène Tamara Trunova.